# Procopius (geslacht)
Procopius is een geslacht van spinnen uit de familie loopspinnen (Corinnidae).

## Soorten
- Procopius aeneolus Simon, 1903
- Procopius aethiops Thorell, 1899
- Procopius affinis Lessert, 1946
- Procopius ensifer Simon, 1910
- Procopius gentilis Simon, 1910
- Procopius granulosus Simon, 1903
- Procopius laticeps Simon, 1910
- Procopius lesserti Strand, 1916
- Procopius luteifemur Schmidt, 1956
- Procopius quaerens Lessert, 1946
- Procopius vittatus Thorell, 1899